# ギネス・ジョーンズ (作家)
ギネス・ジョーンズ（Gwyneth Ann Jones、1952年2月14日 - ）はイギリスの小説家、SF作家、ファンタジー作家、批評家。またAnn Halamの筆名で児童文学も著している。作品の多くはSFや近未来ハイ・ファンタジーであり、ジェンダーやフェミニズムを主題として強く提示されている。

## 略歴
ジョーンズはイギリスマンチェスターに生まれる。修道院設立の女子学校に大学まで通い続け、サセックス大学でヨーロッパ史学を修める。1980年には既にAnn Halamのペンネームで年少の読者のために執筆を始めており、その筆名の下出版された作品は現在までに20を越える。1984年大人向けのSF作品であるDivine Enduranceを本名Gwyneth Ann Jonesの名で出版し、以後二つの筆名をそれぞれの読者の為に使い分けることとなる。

## 作品リスト

### 長編
- Water in the Air (1977)
- The Influence of Ironwood (1978)
- The Exchange 1979)
- Dear Hill (1980)
- Divine Endurance (1984)
- Escape Plans (1986)
- Kairos (1988)
- The Hidden Ones (1988)
- Flower Dust (1993)
- The Aleutian Trilogy:
  - White Queen (1991) - 1992年ジェイムズ・ティプトリー・ジュニア賞受賞
  - North Wind (1994)
  - Phoenix Cafe (1997)
- Bold As Love Cycle
  - Bold As Love (2001) - 2002年アーサー・C・クラーク賞受賞
  - Castles Made of Sand (2002)
  - Midnight Lamp (2003)
  - Band of Gypsys (2005)
  - Rainbow Bridge (2006)
- Life (2004) - 2005年フィリップ・K・ディック賞受賞
- Spirit: or The Princess of Bois Dormant[1] (2008)

### 短編
- The Grass Princess (1995) - 1996年世界幻想文学大賞受賞
- La Cenerentola (1998) - 1999年英国SF協会賞受賞

### 短篇集
- Identifying the Object (1993)
- Seven Tales and a Fable (1995) - 1996年世界幻想文学大賞受賞
- Grazing the Long Acre (2009)
- The Buonarotti Quartet (2009)

### ノンフィクション
- Deconstructing the Starships: Science, Fiction and Reality (1999)
- Imagination / Space (2009)